# (7994) Bethellen
(7994) Bethellen (1983 CQ2) – planetoida z grupy pasa głównego asteroid okrążająca Słońce w ciągu 5,34 lat w średniej odległości 3,05 j.a. Odkryta 15 lutego 1983 roku.